# Libořice
Libořice (en allemand : Liboritz ou Lieboritz) est une commune du district de Louny, dans la région d'Ústí nad Labem, en République tchèque. Sa population s'élevait à 348 habitants en 2021.

## Géographie
Libořice se trouve à 8 km à l'est-nord-est de Podbořany, à 24 km à l'ouest de Louny, à 60 km au sud-ouest d'Ústí nad Labem et à 69 km à l'ouest-nord-ouest de Prague.
La commune est limitée par Žatec au nord, par Měcholupy à l'est, par Blšany au sud et à l'ouest, et par Podbořany au nord-ouest.

## Histoire
La première mention écrite de la localité date de 1333.

## Administration
La commune se compose de deux quartiers :
- Libořice
- Železná

## Patrimoine

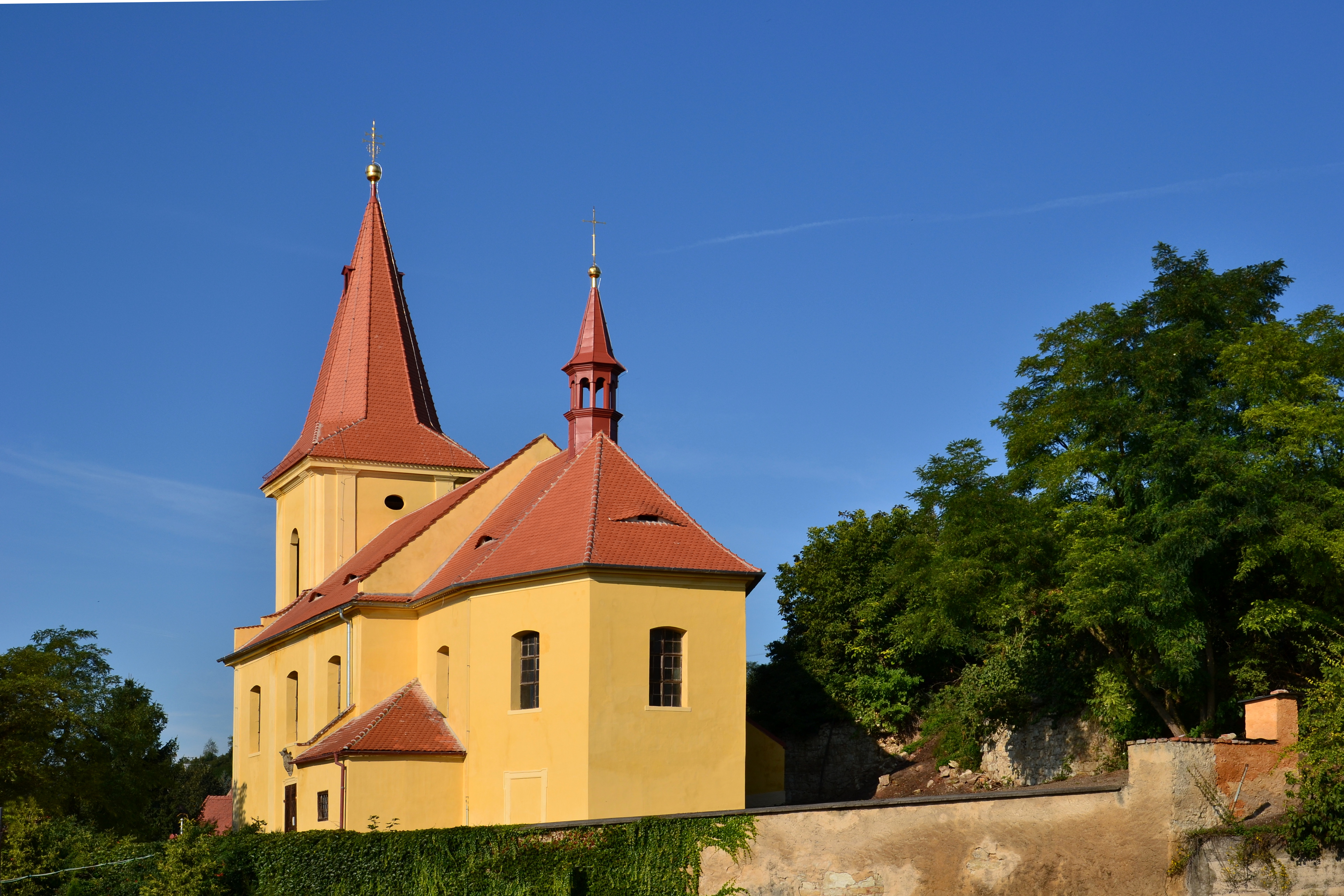
Église de l'Assomption à Libořice.

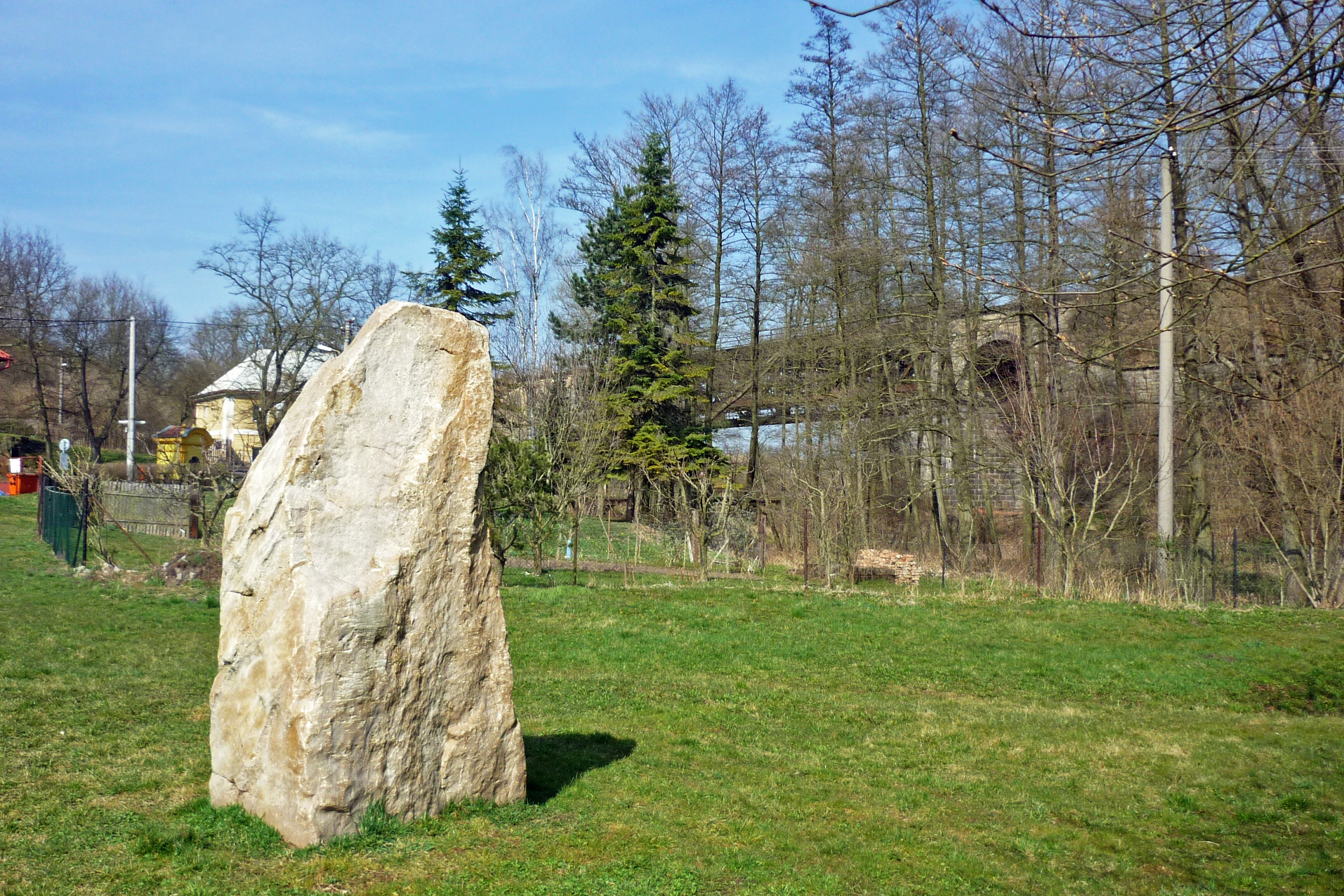
Menhir à Železná.
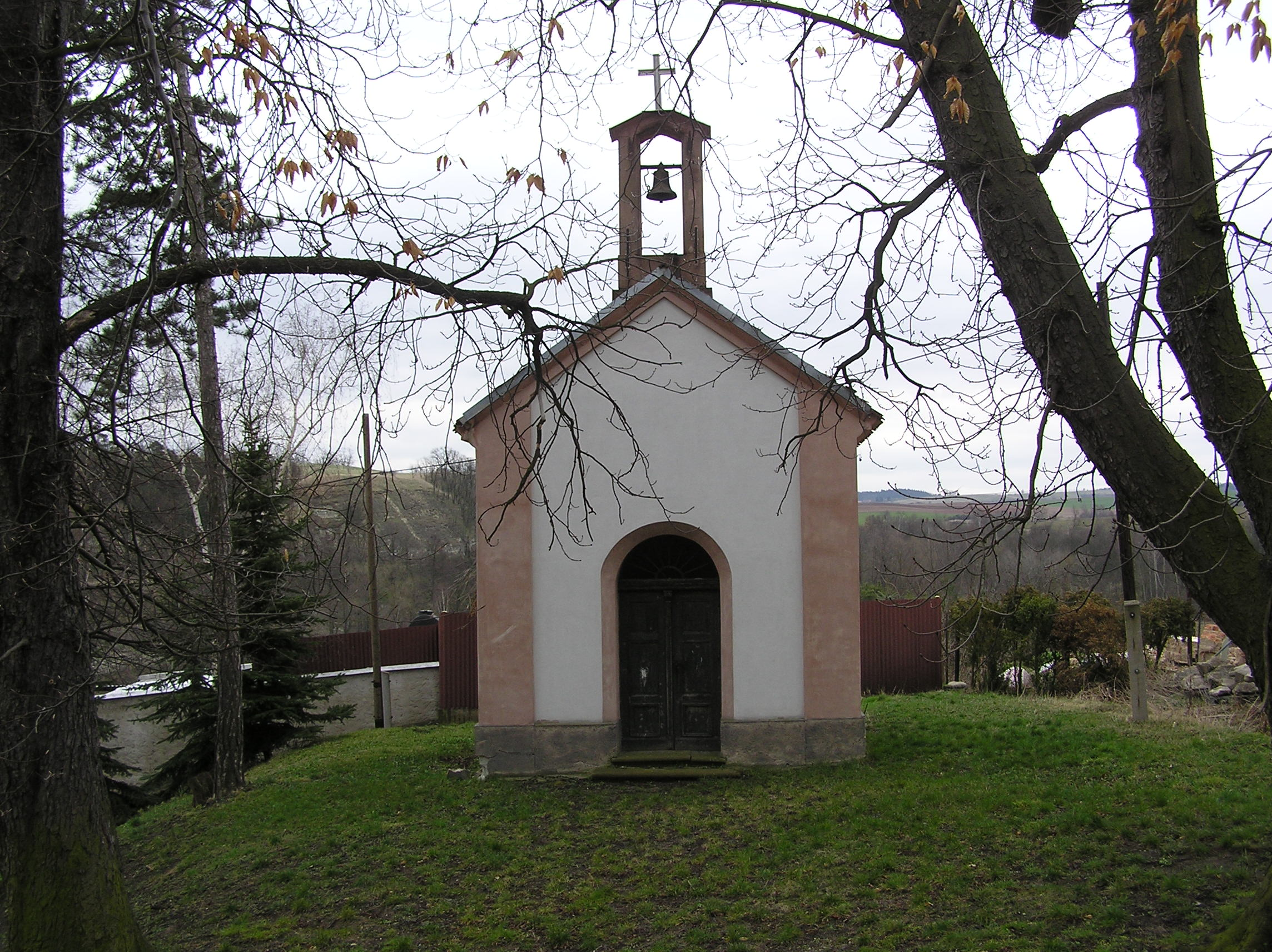
Chapelle à Železná.

## Transports
Par la route, Libořice se trouve à 9 km du centre de Žatec, à 27 km de Louny, à 75 km d'Ústí nad Labem et à 79 km de Prague.